# Константин (сын Феофила)
Константин (греч. Κωνσταντῖνος; между 821 и 822 годом — ок. 830 года) — сын византийского императора Феофила и его соправитель.

## Биография
Константин был старшим сыном императором Феофила и Феодоры. Кроме него, у императорской четы были дочери, сёстры Константина. 2 октября 829 года Феофил наследовал своему отцу Михаилу. Сын нового басилевса был назначен на титул соправителя чуть позднее. Он был под этим саном несколько месяцев (или год), после чего скончался в раннем возрасте.
Не существует точных дат рождения, коронации и смерти Константина, но ссылаясь на книгу «Phosographie der mittelbyzantinschen Zeit», он родился в 820-х годах, а умер не позднее 831 года.
Источниками изображений Константина — это монеты, отчеканенные его отцом Феофилом.

## Комментарии
1. ↑  Сан — слово, употребляющееся не только для должностей церковнослужителей, но и для государственных, и даже военных деятелей.